# Mürblingsverwandte
Die Pilze aus der Familie der Mürblingsverwandten (Psathyrellaceae) besitzen einen eher zarten, zerbrechlichen Fruchtkörper. Ein charakteristisches Merkmal einiger Arten ist das rasche Zerfließen der Fruchtkörper bei der Sporenreife. Sie sind als Saprobionten oft auf Mist oder stark gedüngtem Boden zu finden und keine Mykorrhizapilze.

## Merkmale
Der Hut ist anfangs glockig, der Rand ist niemals eingerollt. Der Stiel sitzt immer zentral am Hut an. Die Lamellen sind meist frei oder angewachsen und nicht scheckig. Die Sporen besitzen einen deutlichen Keimporus. Das Sporenpulver ist dunkelbraun oder schwarz gefärbt.

## Systematik
Ursprünglich wurde die Familie Tintlingsverwandte (Coprinaceae) genannt und enthielt alle als Tintlinge (Coprinus sensu lato) bezeichneten Pilzarten. Nach DNA-Untersuchungen stellte sich jedoch heraus, dass Coprinus polyphyletisch war und deshalb in die Gattungen Coprinus, Coprinellus und Coprinopsis aufgespalten werden muss.
Da die verbliebenen Coprinus-Arten näher mit den Champignonverwandten (Agaricaceae) verwandt sind, verlor die Familie ihre Typusgattung und musste in Mürblingsverwandte (Psathyrellaceae) umbenannt werden. Auch die ehemals zur Familie gerechneten Düngerlinge (Panaeolus) gehören nicht dazu, sondern zu den Mistpilzverwandten (Bolbitiaceae).
Folgende Gattungen sind Teil der Faserlingsverwandten:
- Mürblinge oder Faserlinge (Psathyrella)
- Saumpilze (Lacrymaria)
- Coprinellus
- Coprinopsis